# Дарбинян, Армен Размикович
Арме́н Ра́змикович Дарбиня́н (арм. Արմեն Ռազմիկի Դարբինյան; род. 23 января 1965, Ленинакан, Армянская ССР, СССР) — армянский политический и государственный деятель. Седьмой премьер министр Республики Армения (1998—1999). Ректор РАУ (2001—2023). Член-корреспондент Национальной академии наук Республики Армения, доктор экономических наук, профессор. Иностранный член РАН (2022).

## Биография
В 1981—1986 годах — обучался и окончил экономический факультет Московского государственного университета имени М. В. Ломоносова.
В 1986—1989 годах — аспирант МГУ. Кандидат экономических наук.
В 1989—1991 годах — ассистент кафедры «финансы и кредит» экономического факультета МГУ.
В 1989—1992 годах — представительство Армении в Москве, специалист экономического отдела, затем заместитель начальника управления и начальник управления экономической политики. Полномочный представитель Республики Армения в Межгосударственной комиссии по урегулированию вопросов внешнего долга СССР.
В 1992—1994 годах — генеральный директор Армянского объединения внешней торговли «Арменинторг».
В 1994—1997 годах — первый заместитель председателя Центрального банка Армении. Первый заместитель председателя Центрального Банка Республики Армения. Один из авторов банковского законодательства Республики Армения и концепции нормативного регулирования банковской деятельности.
В 1997—1998 годах — министр финансов и экономики Армении. Инициатор и автор концепции создания системы государственного казначейства Республики Армения.
В 1998—1999 годах — премьер-министр Армении. Инициировал и осуществил масштабную денежную приватизацию государственной собственности, в том числе крупных объектов государственной собственности. Под его руководством был разработан и внедрён в действие новый гражданский кодекс Республики Армения. Стал известен как эффективный менеджер и лидер команды реформаторов-профессионалов.
В 1999 (июнь)—2000 (февраль) годах — министр экономики Армении.
С 2000 года — сопредседатель Попечительского Совета Российско-Армянского (Славянского) университета и председатель Совета попечителей общественной организации «Международный центр человеческого развития» (Ереван).
С 2001 года — ректор Российско-Армянского (Славянского) государственного университета.
В 2005 году защитил в Москве докторскую диссертацию на тему «Модель экономического развития: выбор Армении».
С 2005 года — член Экспертного совета Счётной палаты Российской Федерации.
С 2006 года — член Экспертного совета Российского агентства международной информации «РИА Новости».
Автор курса «Экономика и политика стран, находящихся в транзите»; ведущий эксперт МВФ и ВБ в области экономических реформ и международных финансов.
В 2022 году избран иностранным членом Российской Академии наук.

## Награды
- Орден «За заслуги перед Отечеством» 1-й степени (7 сентября 2017) — по случаю 20-летия основания Армяно-Российского университета, за значительный вклад в развитие науки и образования[5].
- Медаль Мовсеса Хоренаци (18 сентября 2009) — по случаю 18-летия провозглашения независимости Республики Армения, за многолетний и добросовестный труд.[6].
- Орден Дружбы (29 июня 2010, Россия) — за большой вклад в развитие российско-армянского сотрудничества в области высшего образования[7][8]
- Медаль «За заслуги перед Калининградской областью» (3 ноября 2009, Калининградская область, Россия) — за заслуги по налаживанию экономических, научных, образовательных и культурных связей Калининградской области Российской Федерации и Республики Армении[9].
- Медаль им. Ф.Нансена (2005) — за сохранение общественно-политических, гуманитарных принципов, за научно-преподавательскую деятельность, а также за деятельность, направленную на осуждение геноцида армян.
- Памятная медаль «Министерства образования и науки» (2006) — за вклад в развитие образования и науки.
- Международная награда им. Сократа (Оксфордский университет, 12 марта 2006) — за личный вклад в интеллектуальное развитие современного общества.
- Признан «молодым человеком года» по итогам опроса, проведённого газетой «Новое время» среди журналистов Армении, Грузии и Азербайджана (1998)
- Лауреат Межгосударственной премии СНГ «Звёзды Содружества» за 2020 год[10].